# 種平村
種平村（たねひらむら）は秋田県河辺郡にあった村。現在の秋田市南部、雄和地区東部、雄物川右岸、秋田空港の南側一帯にあたる。

## 地理
- 河川：雄物川

## 歴史
- 1895年（明治28年）11月20日 - 中川村のうち雄物川右岸（種沢・平尾鳥・左手子）が分立して発足。
- 1956年（昭和31年）9月30日 - 戸米川村・大正寺村と合併して雄和村が発足。同日種平村廃止。
- 1972年（昭和47年）4月1日 - 雄和村が町制施行して雄和町となる。
- 2005年（平成17年）1月11日 - 雄和町が秋田市に編入。